# Friedrich Karl von Savigny
Friedrich Karl von Savigny (Fráncfort del Meno, 21 de febrero de 1779 - Berlín, 25 de octubre de 1861), fue un jurista alemán y fundador de la escuela histórica del derecho alemana. 
Fue profesor en las universidades de Marburgo (1803-1808) y de Landshut (1808-1810) y el primer catedrático de Derecho romano en la Universidad de Berlín, donde enseñó hasta 1842. Ocupó también varios cargos públicos en el Estado prusiano, del que fue ministro para la reforma legislativa (1842-1848). A partir de 1848 se dedicó exclusivamente a realizar trabajos científicos.

## Biografía
Nace en Fráncfort el 21 de febrero de 1779, de una familia de Lorena, cuyo nombre deriva del castillo de Savigny cerca de Charmes, en el valle del Mosela. Otra teoría indica que nació en Francia, y como su familia perteneció a los Hugonotes franceses, a quienes les tocó huir a Alemania, por eso agregó la partícula "von" a su apellido que no deja duda de su origen francés.  
En 1795, con 16 años, entra en la Universidad de Marburgo, donde, en un estado de salud convaleciente, asistirá a las clases de los profesores Anton Bauer y Philipp Friedrich Weiss, principales pioneros de las reformas del código penal alemán. Tras esto, Savigny visitará diversas universidades, destacando la de Jena, Leipzig y Halle-Wittenberg. De vuelta a Marburgo, consigue su doctorado en el año 1800. En Marburgo llega a convertirse en profesor docente que dará clase sobre código penal.
En 1803 publica su famoso Das Recht des Besitzes (El derecho de posesión). Este libro fue elogiado por el gran jurista Thibaut, que lo califica de obra maestra. Pronto obtiene una importante reputación a nivel europeo, y al momento se vuelve una eminencia en la historia de la jurisprudencia.
En 1804 se casa con Kunigude Brentano, hermana de Bettina von Arnim y el poeta Clemens Brentano, y en este mismo año empieza un viaje por Francia y el sur de Alemania en busca de fuentes nuevas sobre el derecho romano. En esta búsqueda, exactamente en su estancia parisina, lo consigue.
En 1808 fue designado profesor por el gobierno bávaro, donde permaneció año y medio. En 1810 le llamaron por la salida de Wilhelm von Humboldt, para ocupar la cátedra de Derecho romano en la nueva Universidad de Berlín. Aquí uno de sus objetivos sería crear un Spruch-Collegiu, un tribunal extraordinario competente de entregar opiniones sobre casos remitidos a ello por los tribunales ordinarios; y él tomó una parte activa en sus trabajos. Este fue el momento más activo de su vida laboral. 
Fue contratado para una conferencia, en el gobierno de la universidad (del cual él era el tercer rector), y como el tutor del príncipe heredero para enseñarle derecho romano, el código penal y la ley prusiana. Una consecuencia importante de su estancia en Berlín fue su amistad con Niebuhr y Eichhorn. En 1814 publica su folleto Vom Beruf unserer Zeit für Gesetzgebung ind Rechtswissenschaft (nueva edición, 1892). Esto era una protesta contra la demanda de la codificación, y fue estimado como una respuesta al folleto de Thibaut que impulsa la necesidad de formar un código para Alemania que debería ser independiente de la influencia de sistemas extranjeros legales. En este folleto famoso, Savigny no se opuso a la introducción de nuevas leyes, o aún un nuevo sistema de leyes, pero solo se opuso a la codificación propuesta en dos aspectos: 
- El daño que había sido causado por la negligencia de las antiguas generaciones de juristas no podía ser reparado con rapidez, y decidieron que el tiempo pondría las cosas en su lugar
- Miedo a la supuesta ley natural, con su "arrogancia infinita " y su "filosofía mediocre" que arruina el esquema.

El valor verdadero de este folleto es que salvó a la jurisprudencia de las abstracciones, como en las Instituciones juris naturae et gentium de Christian Wolff, y demostró que un estudio histórico de la ley positiva era un precedente de condición al entendimiento de derecho de la ciencia de toda la ley.
En 1815 Savigny funda, con Karl Friedrich Eichhorn, y Johann Friedrich Ludwig Göschen, el Zeitschrift für geschichtliche Rechtswissenschaft, el órgano de la nueva escuela histórica, de la cual él era el representante. En este periódico (vol. iii. p. 129 seq.) Savigny hizo conocer al mundo el descubrimiento en Verona, por Barthold Georg Niebuhr, del texto perdido de Gayo, demostrando que era de Gayo y no de Ulpiano, como sugería Niebuhr.
El resto de la vida de Savigny consiste en poco más que una lista de los honores merecidos que recibió de manos de su soberano, y de los trabajos que publicó con actitud infatigable. En 1815 aparece el primer volumen de su Geschichte des la römischen Rechts im Mittelalter, el último del cual no fue publicado hasta 1831. Este trabajo, al cual su temprano profesor, Weiss, le había incitado, al principio fue requerido para ser una historia literaria de Derecho romano de Irnerius al presente. No siguió la narrativa más allá del siglo XVI, cuando la separación de nacionalidades molestó las fundaciones de la ciencia de ley.
Su método no era simplemente un bibliográfico sino que era filosófico. Esto reveló la historia del Derecho romano, de la rotura del Imperio hasta el principio del siglo XII, y mostró como, aunque considerado muerto, el Derecho romano pervive en cierta manera hoy en día en ciudades, en doctrinas eclesiásticas y enseñanzas de la escuela, hasta que esto floreció una vez más en el esplendor de Bolonia y otras ciudades italianas. Esta historia era una prima opera de muchos trabajos valiosos con los cuales publicó el resultado de sus investigaciones. En 1817 fue designado miembro de la comisión para organizar los estados prusianos provinciales, y también miembro del Ministerio de Justicia en el Staatsrath, y en 1819 se convierte en miembro del tribunal de casación para el Rin Provincias. En 1820 acaba como miembro de la comisión para revisar el código prusiano.
En 1822 una grave enfermedad nerviosa le atacó, y le obligó a refugiarse en viajes. En 1835 comenzó a elaborar su trabajo en el derecho romano contemporáneo, System des heutigen römischen Rechts (8 vols., 1840-1849). Su actividad como profesor cesa en marzo de 1842, cuando fue nombrado Grosskanzler (Alto Canciller), el título dado por Federico el Grande en 1746 al funcionario a la cabeza del sistema jurídico en Prusia. En esta posición llevó a cabo diversas e importantes reformas de la legislación en materia de letras de cambio y el divorcio. Ocupó el cargo hasta 1848, cuando dimitió.
En 1850, con ocasión del jubileo de su obtención de su grado de doctor, apareció en cinco volúmenes su Vermischte Schriften, que consiste en una colección de sus obras menores publicados entre 1800 y 1844. Este evento dio lugar a mucho entusiasmo en toda Alemania en honor del gran maestro y fundador de la moderna jurisprudencia. En 1853 publicó su tratado sobre los Contratos (Das Obligationenrecht), un complemento a su trabajo sobre el derecho romano moderno, en el que demuestra claramente la necesidad del tratamiento histórico de la ley. Savigny murió en Berlín. Su hijo, Karl Friedrich von Savigny (1814-1875), fue ministro de Prusia de relaciones exteriores en 1849. Representó a Prusia en importantes transacciones diplomáticas, especialmente en 1866.

## Escuela histórica del derecho alemana
Savigny pertenece a la llamada escuela histórica del derecho alemana, a pesar de que no puede pretender ser considerado como su fundador, un honor que pertenece a Gustav Hugo. En la historia de la jurisprudencia de Savigny encontramos grandes obras como las Recht des Besitzes y la Beruf unserer Zeit für Gesetzgebung antes mencionadas. El primero marca una época en la jurisprudencia. Jhering el profesor dice: "Con la Recht des Besitzes el método jurídico de los romanos fue recuperado, y la jurisprudencia moderna nació." 
Marcó un gran avance tanto en los resultados como en los métodos jurídicos. Savigny trató de demostrar que en el derecho romano siempre la posesión hace referencia a usucapion o para interdicts; que no existe un derecho a la continuidad en la posesión, sino sólo a la inmunidad de interferencia; posesión que se basa en la conciencia de poder ilimitado.
Estas y otras propuestas se mantienen con gran agudeza y el ingenio inigualable en la interpretación y la armonización de los juristas romanos. La polémica que se ha llevado a Alemania es por Ihering, el barón, Gans Bruns y pone de manifiesto que muchas conclusiones de Savigny no fueron aceptadas. El Beruf unserer Zeit expresa la idea, desconocida en 1814, de que el derecho es parte integrante de la vida nacional, y combate la idea, demasiado asumida por los franceses, sobre todo en el siglo XVIII, y llevada a la práctica por Bentham, de que la ley podría ser arbitrariamente impuestas a un país, independientemente de su grado de civilización y la historia pasada. Incluso más valioso que sus servicios en la consolidación de "la escuela histórica de jurisprudencia" es el enfático reconocimiento a su obra el hecho de que la práctica y la teoría de la jurisprudencia no pueden separarse sin perjuicio para ambos.

## Historiografía
Perteneció a la escuela histórica del derecho, con la cual encabeza la reacción contra el dogmatismo racionalista de los Ilustrados, y su trágica consecuencia: la Revolución francesa. En su obra "De la vocación de nuestro tiempo por la legislación y la jurisprudencia" plantea una oposición al derecho natural racionalista (Samuel Puffendorf), que podía ser encontrado por la razón y que son ideas.
Sostiene que el derecho debe ser a la medida de cada pueblo, de su Espíritu (Volkergeist), al igual que lo es el lenguaje. Entonces, lo que para unos es bueno, para otros puede no serlo. Encontrar el derecho se hace por medio de la historia para que luego lo estudien los juristas. Así cosas que para unos pueblos están muy mal, para otros están bien, como la esclavitud.